# Ana de Saxe-Wittenberg
Ana de Saxe-Wittenberg (m. 18 de abril de 1426) foi duquesa consorte de Brunsvique-Luneburgo pelo seu primeiro casamento com Frederico I de Brunsvique-Luneburgo e condessa consorte da Turíngia pelo seu segundo casamento com Baltasar da Turíngia.

## Família
Ana foi a primeira filha e quarta criança nascida do duque Venceslau I de Saxe-Wittenberg e de Cecília de Carrara. Os seus avós paternos eram o duque Rodolfo I de Saxe-Wittenberg e Inês de Lindau-Ruppin. Os seus avós maternos eram Francisco I de Carrara, Senhor de Pádua e Fina Buzzacavini.
Ela teve cinco irmãos, que eram: o duque Rodolfo III de Saxe-Wittenberg; Érico; Venceslau; o duque Alberto III de Saxe-Wittenberg, marido de Eufêmia de Oels, e Margarida, esposa do duque Bernardo I de Brunsvique-Luneburgo.

## Biografia
No dia 10 de novembro de 1386, Ana casou-se com o duque Frederico I, em Hanôver, na Baixa Saxônia. O duque era filho de Magno II de Brunsvique-Luneburgo e de Catarina de Anhalt-Bernburg.
O casal teve duas filhas, Ana e Catarina.
No ano de 1400, Frederico pode ter sido eleito rei da Germânia em Frankfurt, em oposição a Roberto do Palatinado. Contudo, em 5 de junho o duque foi assassinado a caminho de casa pelo conde Henrique VII de Waldeck, próximo a Kleinenglis.
Alguns anos depois, ela casou-se com o também viúvo landegrave Baltasar da Turíngia, no dia 14 de julho de 1404, em Sangerhausen, no atual estado alemão da Saxônia-Anhalt. Ele era filho do marquês Frederico II de Meissen e de Matilde da Baviera. Sua primeira esposa foi Margarida de Nuremberga.
Não teve mais filhos. Quase dois anos depois, Baltasar faleceu em 18 de maio de 1406, e foi enterrado em Reinhardsbrunn, hoje um bairro na cidade de Friedrichroda.
Ana faleceu em 18 de abril de 1426, e também foi enterrada em Reinhardsbrunn. 

## Descendência
De seu primeiro casamento:
- Catarina de Brunsvique-Luneburgo (m. antes de 29 de novembro de 1439), foi a esposa do conde Henrique XVIII de Schwarzburg, com quem teve dois filhos;[3]
- Ana de Brunsvique-Luneburgo (1390 – 11 de agosto de 1432), foi a segunda esposa do duque Frederico IV da Áustria, com quem teve quatro filhos.